# Paul Blechschmidt
Paul Blechschmidt, né le 20 décembre 1907 à Bermsgrün et mort le 23 décembre 1961, est un militant communiste allemand, résistant au nazisme, homme politique est-allemand et major général de l'Armée nationale populaire de la RDA.

## Biographie
Originaire des monts Métallifères, il est fils d'un serrurier et fréquente une école normale de 1921 à 1928. Il est ensuite instituteur à Beierfeld et Raschau. Dans sa commune d'origine, il devient fonctionnaire préposé au sport des ouvriers, et rejoint la ligue des jeunes communistes d'Allemagne en 1927. En 1933, il est démis de ses fonctions d'enseignant en raison de ses activités communistes et arrêté en mars 1934 pour travail illégal au sein du KPD. Il est condamné à deux ans et deux mois de prison pour « préparation de haute trahison ». Après sa sortie de la prison de Zwickau en 1936, il est ouvrier du bâtiment et des carrières. En octobre 1942, il est enrôlé dans la Wehrmacht et envoyé en Belgique et en France, puis à l'été 1943 en Ukraine. Le 18 septembre 1943, il est porté disparu mais a en fait fui pour rejoindre l'Armée rouge. En octobre 1944, il est amené à Moscou où il entre en contact avec le Comité national pour une Allemagne libre dirigé par Walter Ulbricht et Wilhelm Pieck. Sous le pseudonyme de Friedrich Cohrs, il retourne en Allemagne en tant que membre du Comité national pour l'Allemagne libre en avril 1945, et est parachuté au nord-ouest de Berlin près de Löwenberg pour aider à détruire un vaste dépôt de munitions allemand.
En septembre 1945, Blechschmidt revient à Bermsgrün. En 1945, il devient membre du KPD puis du SED, issu de la fusion forcée du SPD et du KPD, et administrateur adjoint du district d'Aue. De 1948 à juillet 1950, il est administrateur de district dans le district de Freiberg.
Après différents postes dans la police maritime et la police populaire en caserne, il est nommé major général de l'intendance de l'Armée populaire en 1952. De 1956 à 1960, il dirige l'école des cadets NVA à Naumburg. À partir de 1960, il succède au colonel Otto Schwab comme commissaire politique à l'Académie militaire Friedrich Engels de Dresde.
Il meurt d'une intoxication au gaz en décembre 1961. Son urne se trouve dans le site funéraire Pergolenweg du Mémorial socialiste au cimetière central de Berlin-Friedrichsfelde à Berlin.
Son gendre est l'ancien député de la Volkskammer et fonctionnaire du SEW (de) Karl-Heinz Kniestedt (de) (1925-1977).

## Distinctions
- Ordre patriotique du mérite en argent en 1956[4].